# موزه عصر آهن
موزهٔ عصر آهن (گورستان مسجد کبود) مربوط به هزاره دوم و اول قبل از میلاد است و در تبریز، خیابان امام، پشت مسجد کبود تبریز واقع شده و این اثر در تاریخ ۳ آبان ۱۳۷۹ با شمارهٔ ثبت ۲۹۷۸ به‌عنوان یکی از آثار ملی ایران به ثبت رسیده است.
سایت موزه عصر آهن تبریز، محوطهٔ باستانی است که در شمال، شمال شرقی و شمال غربی مسجد کبود تبریز واقع شده‌است. شامل گورستان و آثار سفالی مربوط به عصر آهن است.
سایت موزهٔ عصر آهن تبریز از سال ۱۳۸۵ خورشیدی به عنوان اولین موزه صحرایی ایران شروع به کار کرد. مراسم گشایش سایت موزه در تاریخ ۳۰ اردیبهشت ۱۳۸۶ با حضور جعفری معاونت فرهنگی و ارتباطات سازمان میراث فرهنگی کشور انجام شد. این محوطه در معرض بازدید برای عموم می‌باشد.

## آثار
آثار به دست آمده در سال ۱۳۷۶ خورشیدی کشف شد که شامل ۳۸ گور به صورت جنینی دفن شده‌است. گور نوزادان به صورت ساده بوده و گور نوجوانان در سازه‌های مربعی با دو ظرف سفالی همراه است. اکثر اجساد یافت شده در سنین پایین مرده‌اند. کودکان با اسباب بازی‌هایشان دفن شده‌اند و زن‌ها با جواهرات و مردها با ابزار جنگی‌شان.
در کنار بعضی اجساد ظروف سفالی و اثرات غذا یافت شده که اعتقاد آنان بر آیین مهرپرستی را تأیید می‌کند و کسانی که ظروف بیشتری در کنارشان یافت شده، احتمالاً ثروتمندتر بوده‌اند. سنگ چینی دور اجساد نمادی از دیوارهٔ رحم است و اجساد به حالت جنینی یا چمباتمه‌ای دفن شده‌اند که جهت بدن و صورتشان متفاوت است که باز هم تأییدی بر مهرپرست بودن آن‌هاست.

## نگارخانه

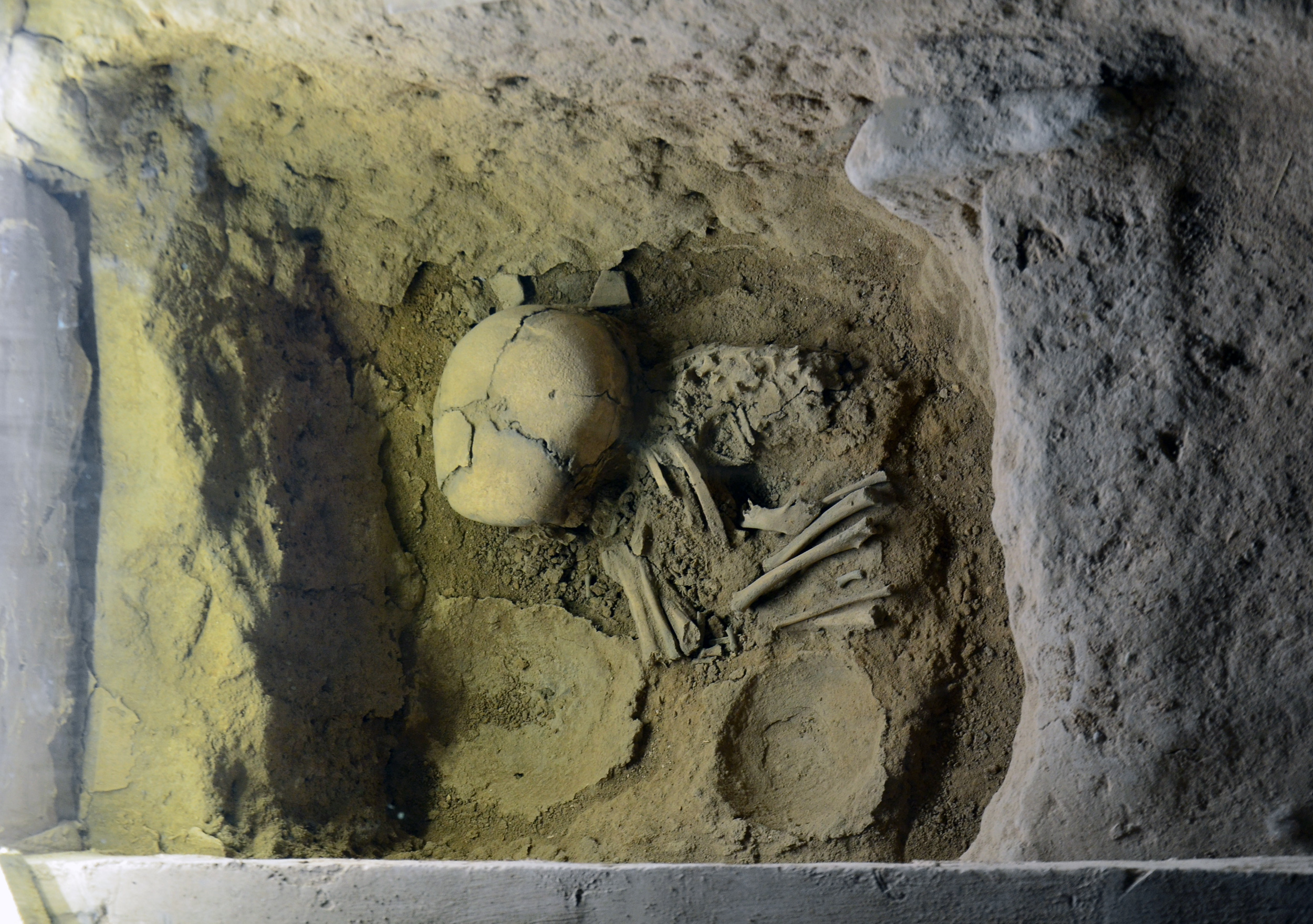
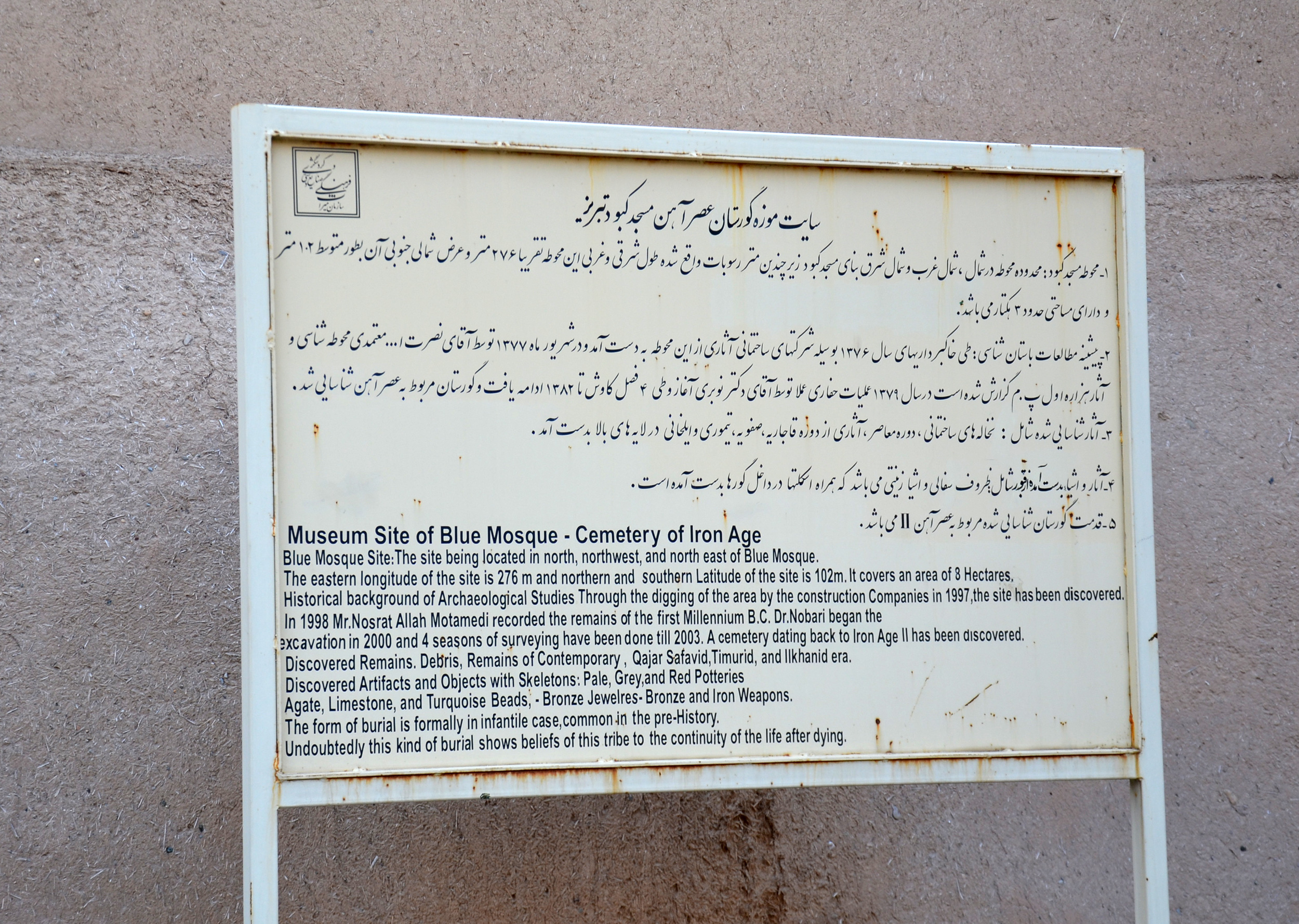
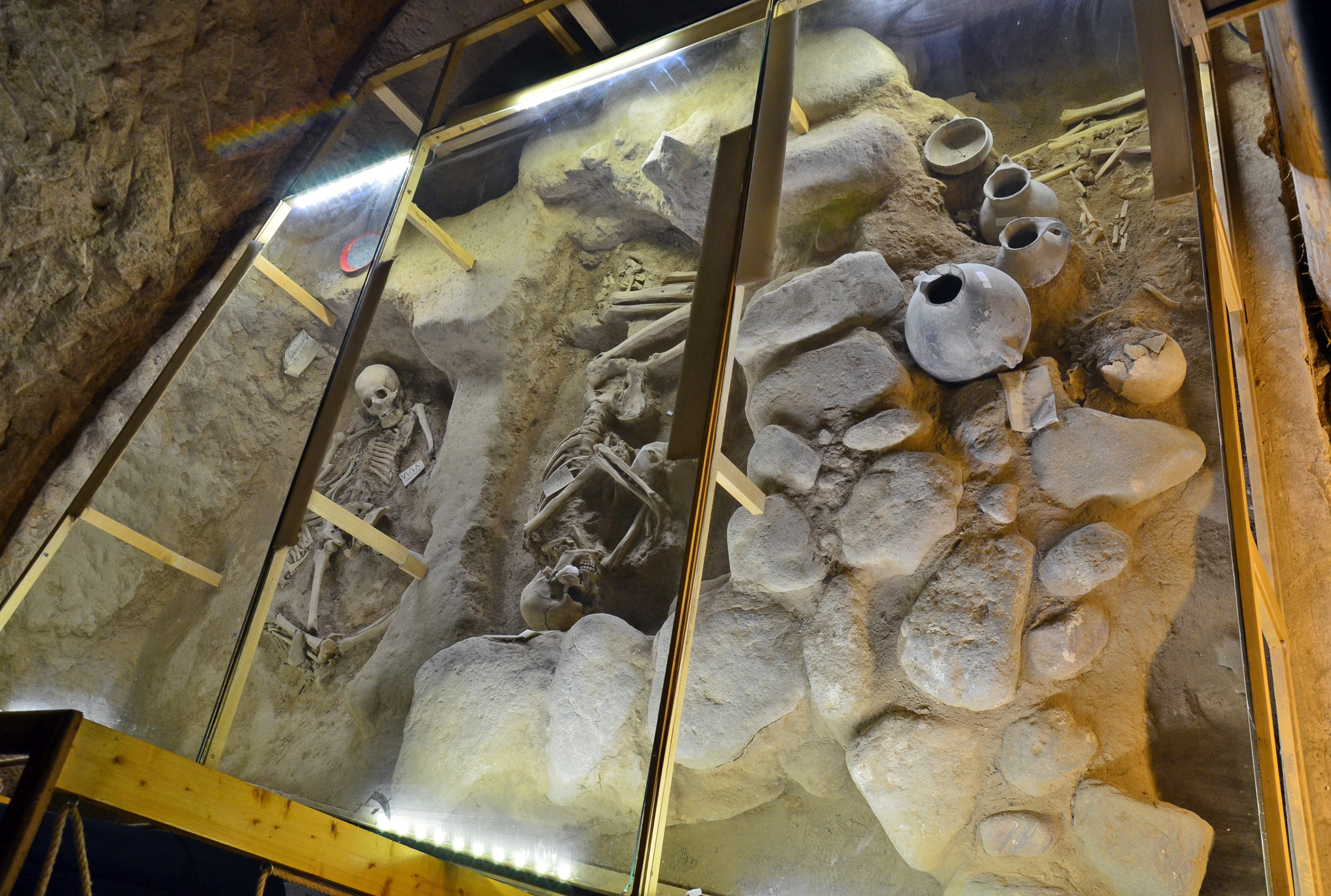
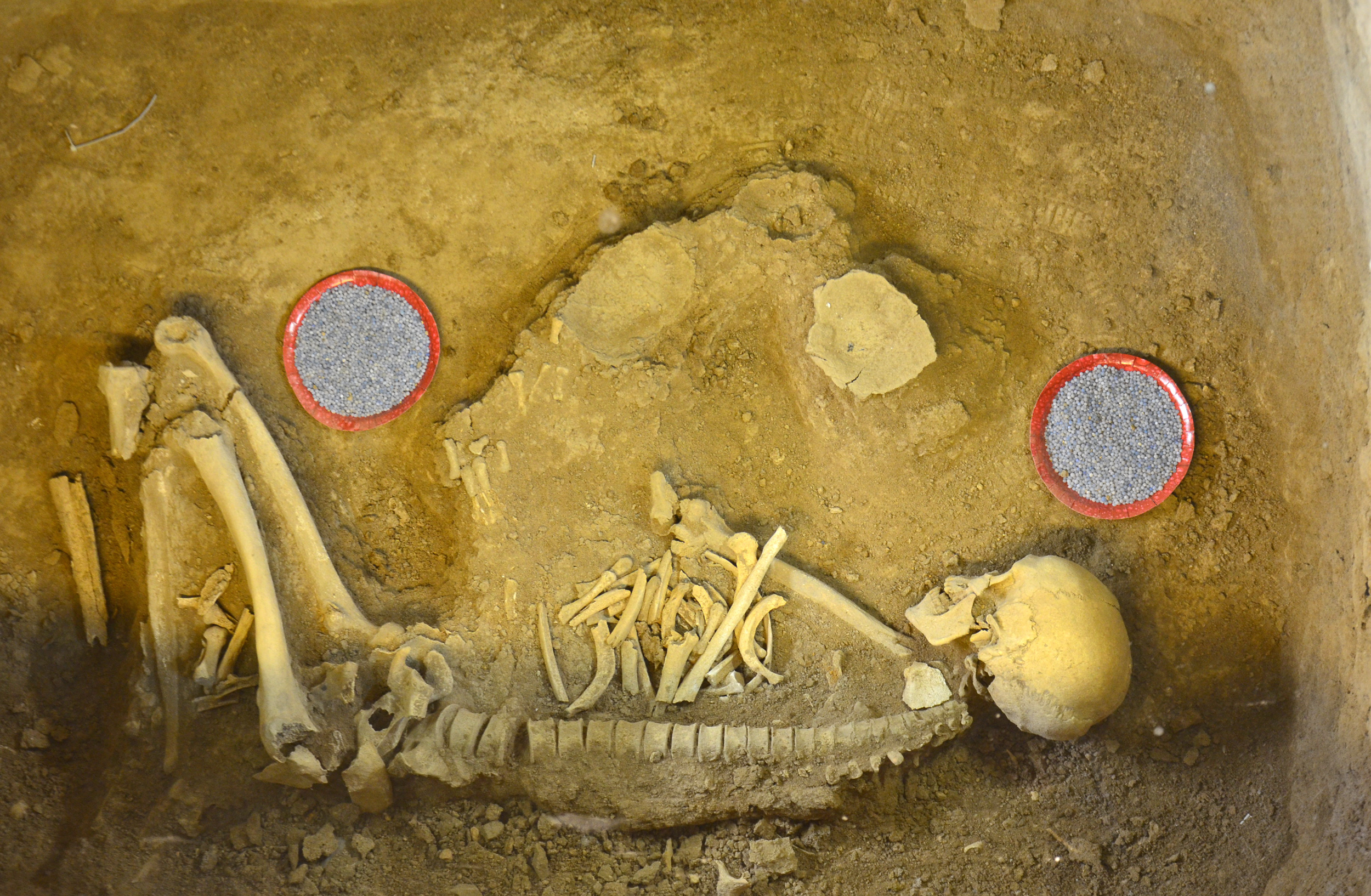
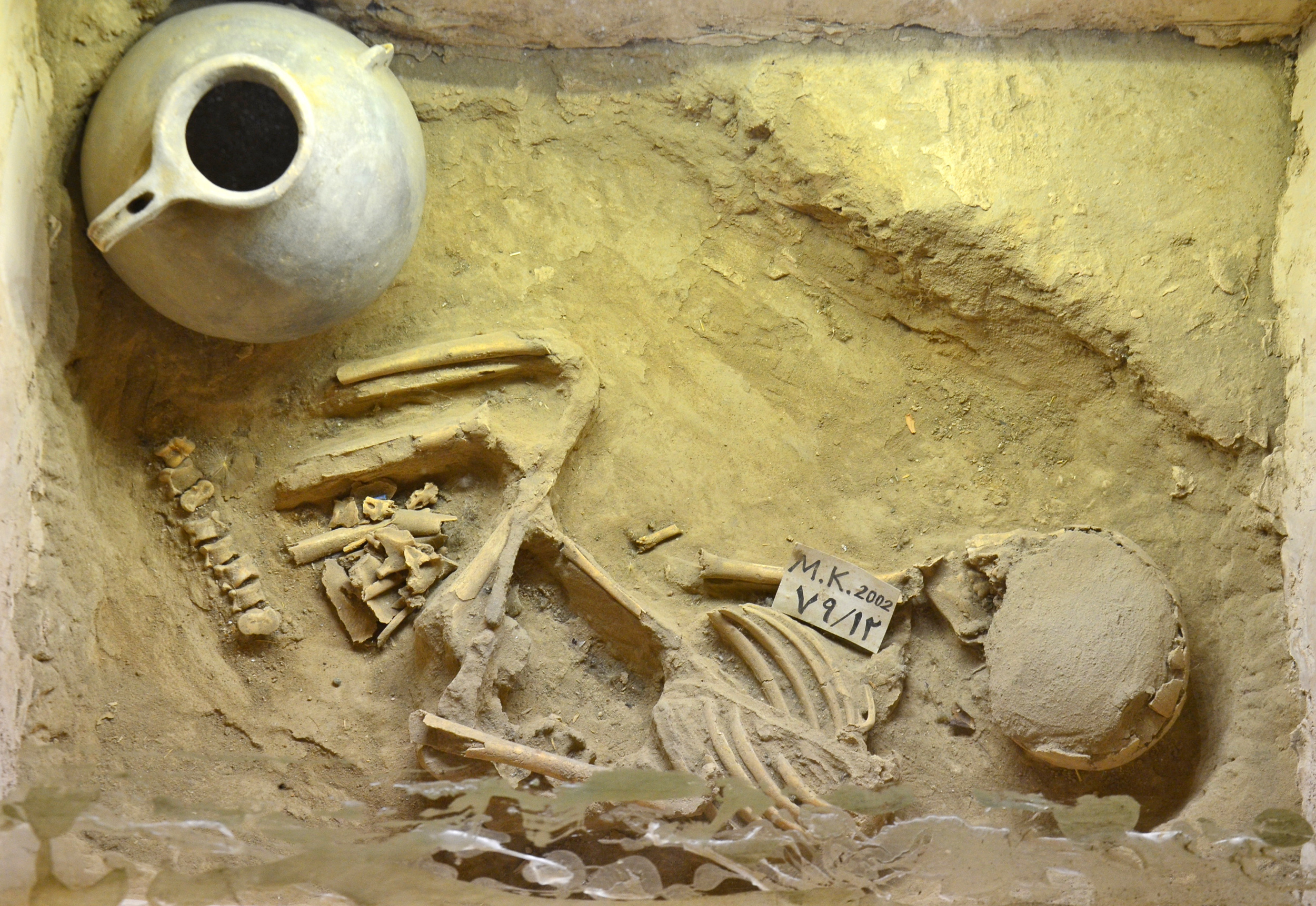
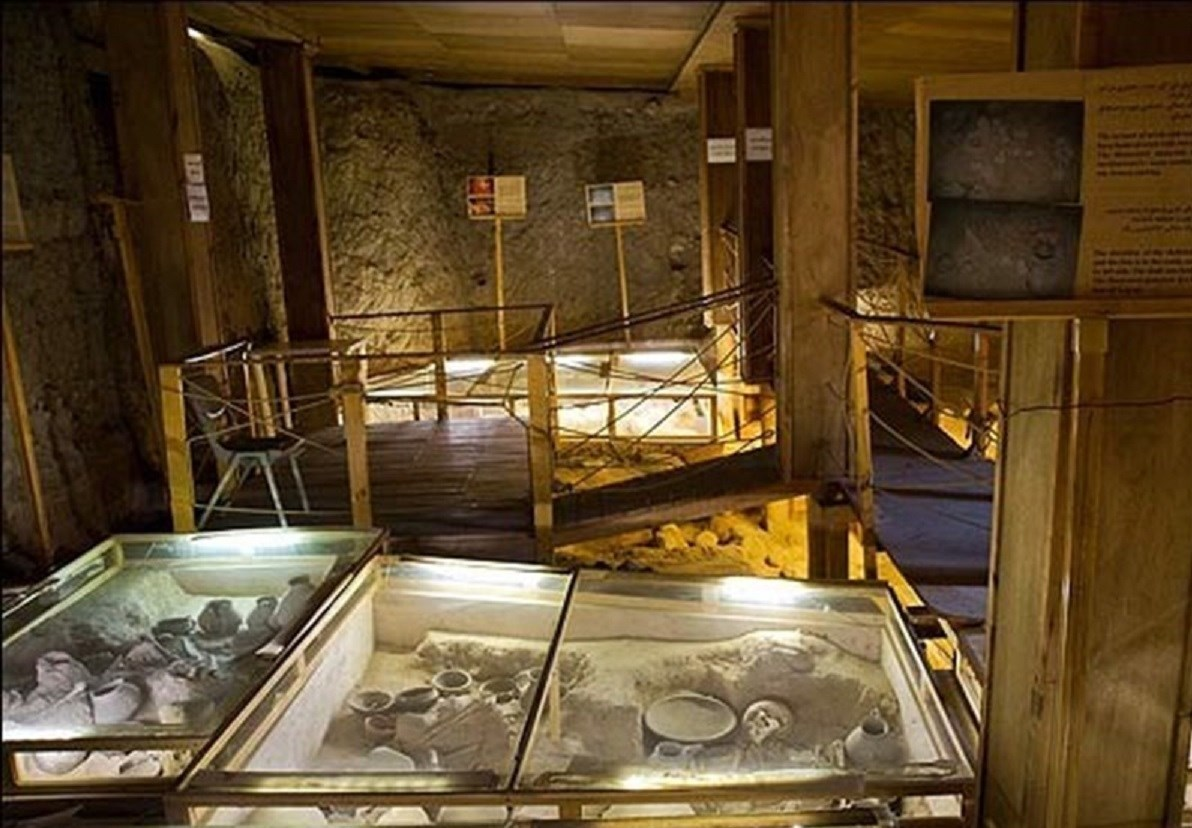